# Стоян Миндов
Стоян Иванов Миндов е български актьор.

## Биография
Роден е в Еленово на 24 ноември 1940 г. През 1965 г. завършва актьорско майсторство в класа на проф. Анастас Михайлов във ВИТИЗ. През 1966 г. дебютира в ролята на Владик в „104 страници за любовта“ от Е. Радзински в Драматичен театър – Стара Загора. След това е актвор в драматичните театри в Бургас и в Пловдив. Умира на 24 април 2016 г.

## Роли
Стоян Миндов играе множество роли, по-значимите са:
- Желю – „Вампир“ от Антон Страшимиров
- Лазар – „Железният светилник“ от Димитър Талев
- Живко – „Майстори“ от Рачо Стоянов
- Нягул – „Албена“ от Йордан Йовков
- Мирончо – „Чичовци“ от Иван Вазов
- Големанов – „Големанов“ от Ст. Л. Костов
- Юсов – „Доходно място“ от Александър Островски
- Сър Джордж – „Професията на госпожа Уорън“ от Джордж Бърнард Шоу
- Сър Тоби – „Дванайсета нощ“ от Уилям Шекспир[1]

ТВ театър
- „Равна на четири Франции“ (1986) (Александър Мишарин)
- „Последният танц“ (1982) (Лозан Стрелков)

## Филмография
- 1972 г. – Кръгове на обичта
- 1981 г. – Непълнолетие (тв)
- 1984 г. – Златният век, 11 серии – византийски военачалник (в 3 серии – 4,8 и 11-а)
- 1986 г. – Ешелоните на смъртта
- – Д-р Петър Берон, 2 серии – княз Черторитски

## Награди
- 1997 г. – Номинация в категория „Поддържаща мъжка роля“ за ролята на Крутицки в „И най-мъдрият си е малко прост“ от Александър Островски[2]